# Lestodiplosis gagnei
Lestodiplosis gagnei är en tvåvingeart som beskrevs av Baylac 1987. Lestodiplosis gagnei ingår i släktet Lestodiplosis och familjen gallmyggor.
Artens utbredningsområde är Colombia. Inga underarter finns listade i Catalogue of Life.